# 佐氏高鰭鮋
佐氏高鰭鮋，為輻鰭魚綱鮋形目鮋亞目真裸皮鮋科的其中一種，為熱帶海水魚，分布於西太平洋海域，棲息在底層水域，生活習性不明，具有毒性。